# Skylanders: Spyro's Adventure
Videojoc del gènere "Toys to life" fet per la desenvolupadora Toys for Bob i distribuit per Activision.
El videojoc llençat al mercat en l'any 2011 va ser un gran èxit i fins al dia d'avui compta amb 5 seqüeles:
- Skylanders Giants (2012)
- Skylanders Swap Force (2013)
- Skylanders Trap Team (2014)
- Skylanders Superchargers (2015)
- Skylanders Imaginators (2016)

La majoria de peces musicals van ser compostes per Lorne Balfe, i el 'Main theme' per Hans Zimmer.
El joc tot i que té 10 anys encara posseeix una gran base de seguidors a diverses xarxes socials com Youtube, Discord o Reddit.